# Edgar Willis
Pour les articles homonymes, voir Willis.
Edgar Willis est un contrebassiste et bassiste électrique américain de jazz et blues.
En 1949, il expérimente les prémices du be-bop au sein des Four Strings, avec Ahmad Jamal, Ray Crawford et Joe Kennedy Jr, avec l'album Trends.
Associé pendant de nombreuses années à Ray Charles, Willis a également été membre à la fin des années 1950 du Sonny Stitt Quatuor, avec Bobby Timmons et Kenny Dennis. Il accompagne également le compositeur-arrangeur et trompettiste Henry Glover dans les années 1950.
Au début des années, 1960, Edgar Willis est l'un des premiers contrebassistes, avec Monk Montgomery et Shifty Henry, à faire sa conversion à la basse électrique dans un contexte jazz. Il apparaît notamment dans une publicité Fender au milieu des années 1960. De 1962 à 1966, il accompagne Hank Crawford et d'autres artistes du label Atlantic.
Il joue sur la célèbre reprise de Hoagy Carmichael par Ray Charles, Georgia on my Mind. Il reste difficile de savoir précisément sur quels enregistrements il a joué, car il n'est pas toujours crédité mais faisait partie du Ray Charles Orchestra qui est souvent cité dans les pochettes de disques.

## Discographie
Avec The Four Strings
- Trends (Disc Record, 1959)

Avec Curtis Amy
- Mustang (Verve, 1967)

Avec Ray Charles
- Ray Charles (Atlantic, 1957)
- The Great Ray Charles (1957)
- Ray Charles at Newport (Atlantic, 1958)
- Yes Indeed ! (Atlantic, 1958)
- What'd I Say (Atlantic, 1959)
- The Genius of Ray Charles (Atlantic, 1959)
- Ray Charles in Person (Atlantic, 1960)
- The Genius Hits the Road (Atlantic, 1960)
- Ray Charles and Betty Carter (Atlantic, 1961)
- The Genius Sings the Blues (Atlantic, 1961)
- Have a Smile with Me (Atlantic, 1964)
- Live in Concert (Atlantic, 1965)

Avec Hank Crawford
- The Soul Clinic (Atlantic, 1962)
- From the Heart (Atlantic, 1962)
- True Blue (Atlantic, 1964)
- Dig These Blues (Atlantic, 1966)

Avec David "Fathead" Newman
- Fathead Comes On (Atlantic, 1962)

Avec Sonny Stitt
- 37 Minutes and 48 Seconds with Sonny Stitt (Roost, 1957)
- Personal Appearance (Verve, 1957)